# 特里斯滕峰 (賴瑟克山脈)

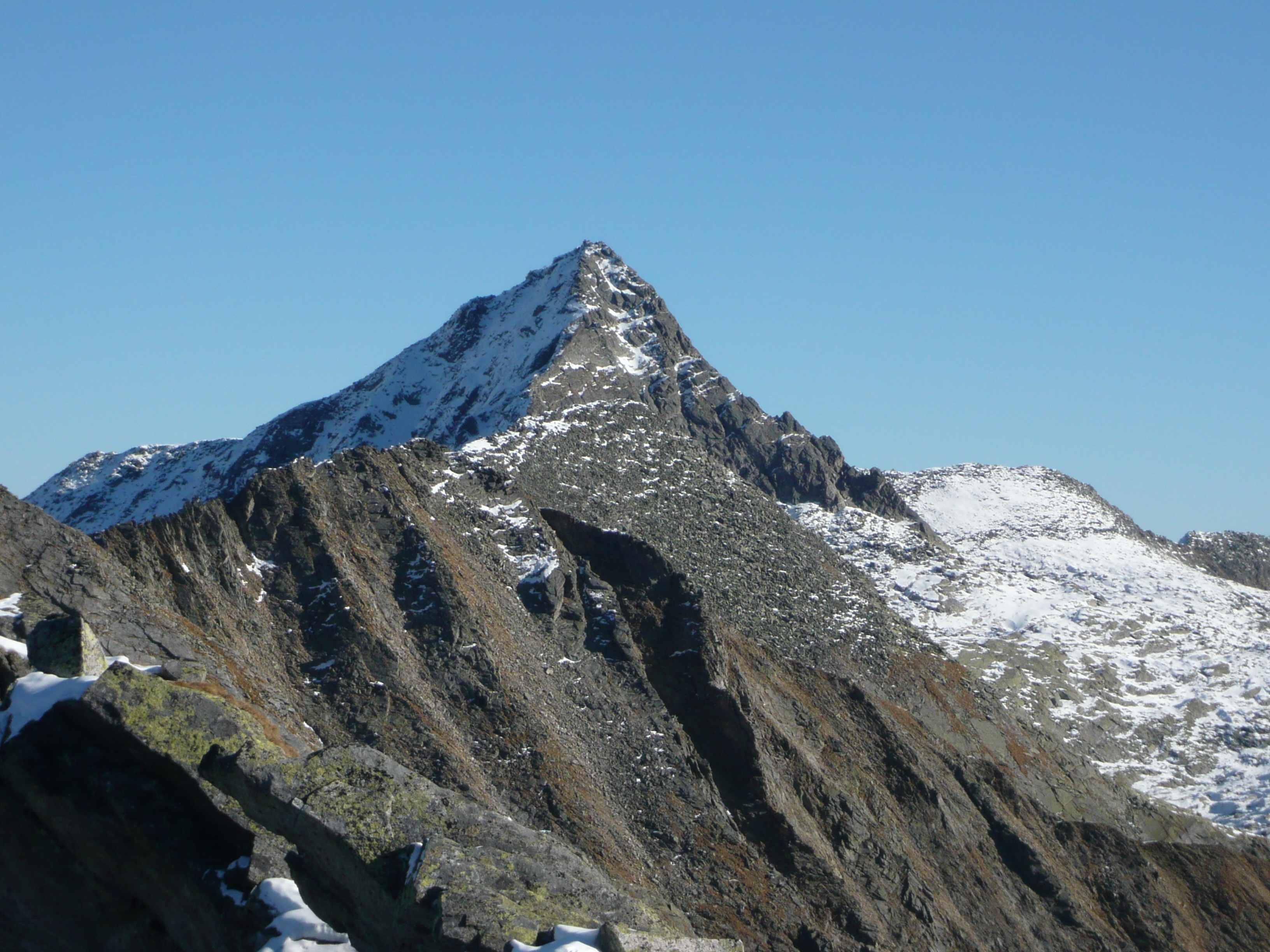

46°57′49.9″N 13°18′32.5″E / 46.963861°N 13.309028°E
特里斯滕峰（德語：Tristenspitz），是奧地利的山峰，位於該國南部，由克恩頓州負責管轄，屬於賴瑟克山脈的一部分，海拔高度2,930米，每年平均降雨量2,643毫米。